# ピンタド (原子力潜水艦)
|          |                                   |
| 艦歴     |                                   |
| 発注     | 1965年12月29日                    |
| 起工     | 1967年10月27日                    |
| 進水     | 1969年8月16日                     |
| 就役     | 1971年9月11日                     |
| 退役     | 1998年2月26日                     |
| 除籍     | 1998年2月26日                     |
| その後   | 原子力艦再利用プログラム          |
| 性能諸元 |                                   |
| 排水量   | 基準：3,978トン、 満載：4,270トン |
| 全長     | 89 m (292 ft)                     |
| 全幅     | 9.7 m (32 ft)                     |
| 吃水     | 8.8 m (29 ft)                     |
| 機関     | S5W reactor                       |
| 最大速   | 25 ノット                         |
| 乗員     | 士官14名、兵員95名                |
| 兵装     | 21インチ魚雷発射管4基             |
| モットー | Al Mas Pintado                    |

ピンタド (USS Pintado, SSN-672) は、アメリカ海軍の原子力潜水艦。スタージョン級原子力潜水艦の一隻。艦名はフロリダ沖および西インド諸島に生息するサワラ属大型魚であるセロ・マッケレルのスペイン語名ピンタドに因んで命名された。その名を持つ艦としてはバラオ級潜水艦99番艦(SS/AGSS-387)以来2隻目。

## 艦歴
ピンタドの建造契約は1965年12月29日にカリフォルニア州ヴァレーオのメア・アイランド海軍造船所に与えられ、1967年10月27日に起工した。1969年8月16日にバーナード・A・クラーレイ夫人によって命名、進水し、1971年9月11日に艦長ウィリアム・ホーランド・ジュニア中佐の指揮下就役する。
1972年10月末に第7艦隊と共に西太平洋で最初の展開を行い、1973年4月にカリフォルニア州サンディエゴに帰還した。2度目の配備は1974年3月から10月にかけて行われた。ピンタドはハープーン・ミサイルの発射に成功した最初の潜水艦としてサンディエゴに帰還した。
1974年5月、ピンタドはカムチャツカ半島のペトロパブロフスク海軍基地への入り口部分においてソ連海軍のヤンキー級原子力潜水艦と衝突事故を起こす。ソ連艦は直ちに浮上したが、損傷の程度は不明であった。ピンタドは潜航したまま全速力で現場海域を離れ、グアムで乾ドックに入渠、7週間に及ぶ修理が行われた、事故によりピンタドはソナー部分を強打し、右舷の魚雷ハッチが開閉不能となり、水平舵も破損した。
最初のオーバーホールに続いてピンタドは1977年8月に太平洋西部へ展開し、1978年2月にサンディエゴへ帰還した。
1977年12月6日、韓国海軍との作戦活動中、水上艦が不意に進路を変更してピンタドに接近した。ピンタドは急速潜航を行ったが潜舵の上部を損傷した。
1978年9月から11月にかけてピンタドは極氷下で活動し、10月10日に北極点で浮上した。1979年9月にはインド洋で展開し、イランアメリカ大使館人質事件の初期の週に空母戦闘グループアルファおよびブラボーを支援した。1980年2月にサンディエゴに帰還し、1981年2月から8月まで再び西太平洋に展開、この功績により殊勲部隊章を受章した。1982年6月、真珠湾海軍造船所に入渠し16ヶ月の定時オーバーホールを行う。このオーバーホールで戦闘システムが広範囲に改良された。1983年12月にサンディエゴで任務を再開、翌年には再び北極海への巡航を行い、1984年9月から11月まで極氷下でガーナード (USS Gurnard, SSN-662) と共に活動した。11月12日にピンタドとガーナードは北極点で浮上、北極点で一緒に浮上を行った3番目のペアとなった。
1985年7月から1986年1月までピンタドは第7艦隊と共に5度目の展開を行った。この配備においてピンタドは33,000海里の距離を巡航し、成功裡に任務を終えた。
サンディエゴへ帰還すると、信頼性確認作業を終え、就役15周年を祝った。1986年の秋には太平洋艦隊潜水艦部隊司令部の所属艦として非常に成功した作戦活動を終えた。
1987年5月から7月まで再び北極海における困難な作戦活動に従事し、6月16日には3度目の北極点浮上を達成する。その後、1988年4月から6月まで展開した。
1989年7月にピンタドはメア・アイランド海軍造船所で定時のオーバーホールを行う。1992年1月には母港を真珠湾に変更し、第1潜水戦隊へ配属される。
1992年8月から10月まで4度目の北極海における作戦活動に従事、8月23日には1,000回目の潜航を記録した。9月4日には前例のない4度目の北極点浮上を達成した。北米を周航し20,000マイルの巡航を行ったあと11月に真珠湾に帰還した。
1993年7月、ピンタドは6ヶ月のUNITAS配備をいくつかの水上艦部隊と共に行い、南米各国の海軍と共同で訓練を行う間、アフリカ大陸を周航した。
1996年1月から7月にかけてピンタドは最終となる6度目の西太平洋配備に就いた。この配備の間に海上自衛隊および韓国海軍との重要な共同訓練に参加した。
ピンタドは1997年10月1日に退役し、1998年2月26日に除籍された。船体は1997年10月1日にワシントン州ブレマートンで原子力艦再利用プログラムに従って解体が始まり、1998年10月27日に作業は完了した。